# نقی سیف جمالی
نقی سیف جمالی (زاده ۱۵ مهر ۱۳۳۷ – درگذشته ۴ اردیبهشت ۱۳۹۶) بازیگر سینما، تلویزیون و تئاتر بود.

## درگذشت
نقی سیف‌جمالی بازیگر پیشکسوت تئاتر، سینما و تلویزیون ۴ اردیبهشت ۱۳۹۶ بر اثر سکته قلبی در بیمارستان شهید رجایی تهران درگذشت و در روز پنجشنبه ۷ اردیبهشت ۱۳۹۶ در قطعه هنرمندان به خاک سپرده شد.

## فعالیت تئاتری
از فعالیت‌های صحنه ای او می‌توان به ایفای نقش در نمایش‌های «زنجیر عدالت»، «مریم و مرداویچ»، «دنیای دیوانه دیوانه دیوانه» و «کلبه عمو تم» اشاره کرد.
وی در عرصه تئاتر و سینما حضور فعالی داشت، در نمایش‌های «سقراط» به کارگردانی حمیدرضا نعیمی، «ترور» به کارگردانی حمیدرضا نعیمی، «چمدان» به کارگردانی فرهاد آئیش و … به روی صحنه رفت.

## تلویزیونی
- معمای شاه
- پرده نشین
- مختارنامه (مجموعه تلویزیونی)
- تبریز در مه
- شاید برای شما هم اتفاق بیفتد

## فیلم‌شناسی
- آااادت نمی‌کنیم (۱۳۹۴)
- جامه‌دران (۱۳۹۳)
- خداحافظی طولانی (۱۳۹۳)
- ارسال یک آگهی تسلیت برای روزنامه (۱۳۹۲)
- خانوم (۱۳۹۲)
- خرس (فیلم ۱۳۹۰)
- پذیرایی ساده (۱۳۹۰)
- محیا (فیلم) (۱۳۸۶)
- کنعان (۱۳۸۶)
- ایستگاه بهشت (۱۳۸۵)
- روایت‌های ناتمام (۱۳۸۵)
- تردست (۱۳۸۳)
- شوریده (۱۳۸۳)
- مارمولک (۱۳۸۲)
- من، ترانه ۱۵ سال دارم (۱۳۸۰)
- مثلث آبی (۱۳۷۸)
- سهند دریا (۱۳۷۰)
- شکار (۱۳۶۶)
- حریم شخصی (فیلم)
- رقص پا